# Steirergeld
Steirergeld ist der achte Teil der österreichischen Landkrimi-Filmreihe in der Steiermark aus dem Jahr 2022 von Wolfgang Murnberger. Bei dem Film handelt es sich um die Fortsetzung von Steirerblut (2014), Steirerkind (2018), Steirerkreuz (2019), Steirerwut (2020), Steirertod und Steirerrausch (beide 2021) sowie Steirerstern. Das Drehbuch von Wolfgang und Maria Murnberger basiert auf den Figuren aus Claudia Rossbachers Steirerkrimis. Premiere war am 30. Juli 2022 am Hauptplatz in Hartberg, wo Teile des Filmes gedreht wurden. Die Erstausstrahlung im ORF und im Ersten war am 8. Dezember 2022. Auf Flimmit wurde der Film am 1. Dezember 2022 veröffentlicht. Mit Steirerangst erschien 2023 eine weitere Fortsetzung.

## Handlung
Sascha Bergmann vom LKA Graz und dessen Kollegin Anni Sulmtaler untersuchen einen verdächtigen Todesfall in Mursbruck.
Der Direktor der Privatbank am Hauptplatz Rudolf „Rudi“ Stiegler wurde in seinem Haus überfallen und starb darauf an einem Herzinfarkt. Am Opfer finden sich keine sichtbaren Verletzungen, der Safe im Haus von Stiegler war leer, Bergmann vermutet einen Raub mit Todesfolge. Stiegler war ein großzügiger Wohltäter des Ortes und der lokalen Eishockeymannschaft. Als Bankdirektor gewann er immer mehr Sparer durch hohe Zinsen. Allerdings steckte dahinter ein Schneeballsystem, das gerade zusammengebrochen war. Der Schaden soll rund 500 Millionen Euro betragen.
Bergmann und Sulmtaler ermitteln parallel zum Wirtschaftsskandal im Todesfall Stiegler, nachdem Bergmann einen Zusammenhang zwischen den beiden Fällen vermutet. Sulmtaler interessiert sich vor allem für Bankkunden, die mehr Geld verloren hatten, als durch die Einlagensicherung abgedeckt war. Unterstützung erhalten sie dabei vom Finanzprüfer Markus Tauber von der Nationalbank, der mit Sulmtaler eine Romanze beginnt. Bergmanns Vorgesetzte Nicole Sturm findet heraus, dass sich Tauber sehr darum bemüht hatte, die Prüfung übertragen zu bekommen.
Rudolf Stiegler war der Präsident des Eishockeyvereins, Gerhard Pircheger, Trainer Walter Aflenzer und Dachdecker Erich Möttl sind im Vorstand des Vereins und im Aufsichtsrat der Bank. Willi Murer spielt nach seiner Rückkehr aus Kanada mit seiner Freundin Nancy für den Verein. Karin Weber hatte zwanzig Jahre mit Rudolf Stiegler zusammengearbeitet, Erich Möttl ist wütend, weil er von ihr nicht rechtzeitig wegen der drohenden Bankenpleite gewarnt wurde und somit viel Geld verloren hat. Möttl hatte verschiedene Botengänge und Hilfsdienste für Stiegler übernommen. Gerhard Pircheger dagegen war rechtzeitig gewarnt. In der Zeit im Bild berichtet Nadja Bernhard vom Rücktritt von Wirtschaftslandesrat Stefan Keglevic aufgrund einer Geschenkannahme. 
Bürgermeisterin Elisabeth Korn hatte ein Affäre mit Rudi, der mit Lore Stiegler verheiratet war und die darüber Bescheid wusste. Sie gibt ihrem Mann die Schuld am Tod der gemeinsamen Tochter, weil er dieser einen Sportwagen geschenkt hatte, mit dem sie verunglückte. Die Obduktion ergibt, dass Rudi gerettet hätte werden können, wenn der Notarzt früher gerufen worden wäre. Während Sulmtaler mit Tauber in dessen Zimmer ist, aber aufgrund der Verdächtigungen ihres Kollegen dann doch geht, wird Walter Aflenzer erschossen. Sulmtaler vermutet einen gescheiterten Erpressungsversuch. Die Handydaten von Aflenzer führen zu den Häusern von Murer und Stiegler. Willi Murer gesteht, gemeinsam mit Walter Aflenzer den Überfall auf Rudolf Stiegler verübt zu haben. Die Rettung hat er erst von einer Telefonzelle  alarmiert. Mit dem Mord an Aflenzer will er jedoch nichts zu tun haben.
Lore Stiegler, die ihren Mann nach dem Überfall gefunden hatte, gesteht schließlich der Polizei, die Rettung erst nach dem Tod ihres Mannes gerufen zu haben, da ihr beim geplanten Anruf das Bild der Tochter auf dem Handy wieder seine Schuld gezeigt hätte. Aflenzer hatte sie mit diesem Wissen erpresst, laut ihr hat sich der Schuss auf Aflenzer aber unbeabsichtigt gelöst.

## Produktion und Hintergrund

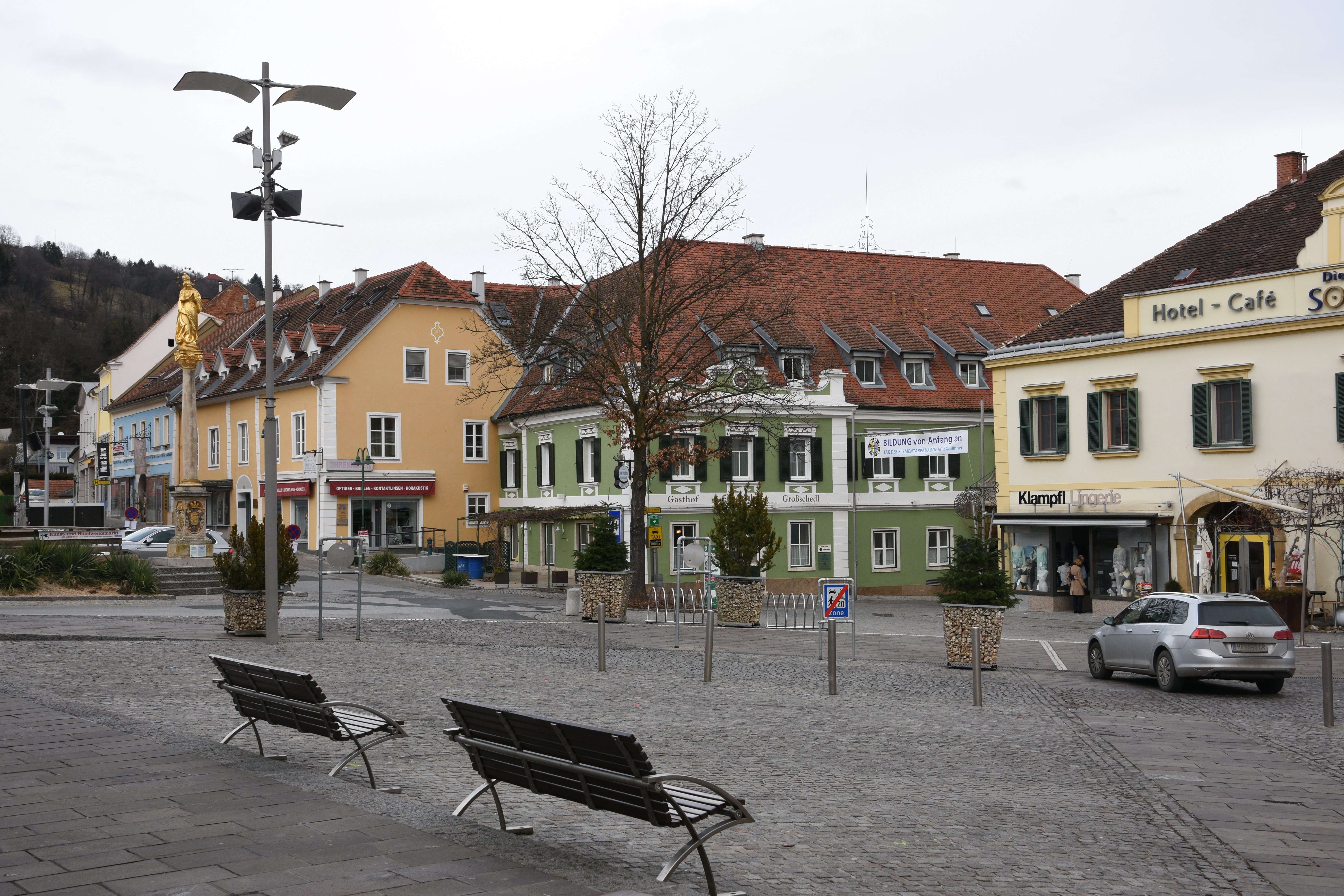
Einer der Drehorte: Der Hauptplatz von Hartberg

Die Dreharbeiten fanden vom 6. Oktober bis zum 3. November 2021 statt, gedreht wurde in der Steiermark. Drehorte waren unter anderem der Hauptplatz in Hartberg (dem fiktiven „Mursbruck“), die Brühlgasse, die Firma Hochegger Dach, eine Baustelle in Sankt Johann in der Haide und ein Hotel in Bad Waltersdorf.
Produziert wurde der Film von der Allegro Film (Produzenten Helmut Grasser und Gabi Stefansich), beteiligt waren der Österreichische Rundfunk und die ARD (Degeto Film), unterstützt wurde die Produktion vom Fernsehfonds Austria und Cinestyria Filmcommission and Funds.
Die Kamera führte Peter von Haller, die Montage verantwortete Karin Hammer und das Casting Nicole Schmied. Das Kostümbild gestaltete Monika Buttinger, das Szenenbild Maria Gruber, den Ton Dietmar Zuson und das Maskenbild Helene Lang.
Realer Hintergrund ist die Schließung der von Martin Pucher geführten burgenländischen Commerzialbank Mattersburg im Jahr 2020, die unter anderem zur Einstellung des Spielbetriebes des Fußballvereines SV Mattersburg und zum Rücktritt des burgenländischen Wirtschaftslandesrats Christian Illedits führte.

## Rezeption
Oliver Armknecht vergab auf film-rezensionen.de sechs von zehn Punkten. Der Film sei ein Fortschritt im Vergleich zu den vorherigen Teilen der Krimireihe, der Fall tauge tatsächlich mal etwas und habe eine überraschende Auflösung. Zu viel Spannung sollte man aber nicht erwarten, auch beim Humor sei Zurückhaltung angesagt.
Volker Bergmeister bewertete den Film auf tittelbach.tv mit vier von sechs Sternen. Die Geschichte von Wolfgang und Maria Murnberger biete Spannung, Witz und seltsame Geldkreisläufe.
Quote
Die Erstausstrahlung im Ersten im Dezember 2022 verzeichnete 6,4 Millionen Fernsehzuschauer, der Marktanteil betrug 24,1 Prozent.

## Auszeichnungen und Nominierungen
55. Fernsehpreis der Österreichischen Erwachsenenbildung
- Nominierung in der Kategorie Fernsehfilm, inklusive Serien, Fiction, Doku-Fiction, Edutainment – Wolfgang Murnberger (Drehbuch und Regie), Maria Murnberger (Drehbuch) und Klaus Lintschinger (ORF-Redaktion)[15]